# Карл Ляйтнер
Карл Ляйтнер (нім. Karl Leitner; 10 березня 1883, Зальцбург — 18 квітня 1953, Відень) — австрійський і німецький офіцер, генерал-лейтенант вермахту.

## Біографія
В 1900-02 роках навчався у Віденському технічному училищі. З 1 жовтня 1902 по 30 вересня 1903 року — однорічний доброволець в артилерійському полку 41-ї дивізії. В 1903-05 роках продовжив навчання у Віденському технічному училищі, з 16 червня по 16 липня 1904 року проходив підготовку в артилерійському полку 14-го корпусу. З 19 травня 1905 року — на випробувальному терміні в артилерійському полку 14-го корпусу. 1 листопада 1908 року прийнятий на дійсну службу у свій полк. З 1 жовтня 1909 року проходив вищі артилерійські курси. 1 листопада 1912 року направлений у штаб артилерії і призначений ад'ютантом училища польової артилерії.
З 25 липня 1914 року — офіцер штабу артилерії у штабі 17-ї  польової артилерійської бригади. 16 жовтня 1914 року захворів, після одужання 1 березня 1915 року призначений уповноваженим начальника штабу артилерії в командуванні фортеці Трінт. З 28 березня 1915 року — керівник артилерійської групи з турецьких справ у відділі доказів Генштабу, одночасно з 7 січня 1918 року вивчав англійську і турецьку мови у Віденській школі перекладачів. З 8 листопада 1918 року — у відділі знищення доказів Генштабу. 
З 30 червня 1919 року — у 6-му польовому артилерійському полку. З 1 березня 1920 року — у державній комісії А. З 16 травня 1920 року — керівник групи складу зброї Зальцбурга. З 15 липня 1920 року — у військовій адміністрації Зальцбурга. З 1 липня 1921 року — у відділ техніки і озброєння Міністерства оборони Австрії, з 1 лютого 1931 року — у 5-му відділі, з 1 липня 1935 року — начальник військово-технічного відділу, з 20 жовтня 1936 року — директор 2-го відділу.
Після аншлюсу 15 березня 1938 року автоматично перейшов у вермахт і був призначений у архівний штаб командування 5-ї групи армій. 31 жовтня 1938 року вийшов у відставку.

## Звання
- Однорічний доброволець (1 жовтня 1902)
- Формайстер (22 грудня 1902)
- Капрал (1 квітня 1903)
- Лейтенант резерву (1 січня 1904)
- Лейтенант (1 листопада 1908)
- Обер-лейтенант (1 листопада 1912)
- Доктор інженерних наук (23 грудня 1919)
- Гауптман (1 листопада 1914)
- Майор (1 січня 1920)
- Оберст-лейтенант (1 липня 1921)
- Оберст (31 березня 1926)
- Генеральний будівельний радник (31 серпня 1928)
- Генерал-майор (1 січня 1936)
- Фельдмаршал-лейтенант (12 грудня 1936)
- Генерал-лейтенант (1 червня 1938)

## Нагороди
- Ювілейний хрест (1908)
- Бронзова і срібна медаль «За військові заслуги» (Австро-Угорщина)
- Хрест «За військові заслуги» (Австро-Угорщина) 3-го класу з військовою відзнако. і мечами
- Залізний хрест 2-го класу
- Пам'ятна військова медаль (Австрія) з мечами
- Великий срібний почесний знак «За заслуги перед Австрійською Республікою»
- Хрест «За вислугу років» (Австрія) 2-го класу для офіцерів (25 років)
- Орден Заслуг (Австрія), командорський хрест
- Почесний хрест ветерана війни з мечами